# チュルリラ・チュルリラ・ダッダッダ!
『チュルリラ・チュルリラ・ダッダッダ!』は、和田たけあき(くらげP) のボーカロイド曲である。使用VOCALOIDは結月ゆかり。

## 概要
当時、『わたしのアール』で注目を集めていた和田たけあきが、活動6年目となる2016年2月22日に公開した楽曲である。内容としては、1クラス内での生徒たちの蹴落とし合いを軽快なリズムで描いたもので、YouTube上の再生数は、2017年9月時点で520万回超、2018年3月時点で710万回超、2018年5月時点で800万回超、2019年1月時点で2316万超、2022年1月時点では3675万回超を記録した。
和田たけあきによれば、『わたしのアール』『キライ・キライ・ジガヒダイ!』『チュルリラ・チュルリラ・ダッダッダ!』などは、本来の自分がやりたい音楽ではなく人のために作った、いわゆる「自分」を捨てて作った楽曲だという。これは、自身がやりたかった情緒的なロックを題材としたボカロを出すn-bunaやOrangestarなどのボカロPが人気になったのに対して、自身の評価が低かったことから、敢えて「天才に対してカウンターをしなければ凡人の自分が人を楽しませることはできない」と考えたことが原因だったという。そのため、『チュルリラ・チュルリラ・ダッダッダ!』は当時の流行とは違い、情緒的ではない激しいタイプの曲となっている。和田たけあきによれば、『チュルリラ・チュルリラ・ダッダッダ!』はストレートなロックであり、エレキギターを使ってメロディを考えたという。
『チュルリラ・チュルリラ・ダッダッダ!』は、和田たけあきにとっては自身初の100万回再生を突破した曲となった。この曲で自身の認知度が上がったことを受けて、和田たけあきは「聴く人」「受け手」をより意識するようになり、音楽で世間に知られるようになるためには、自身の中での正義を貫くよりは無理にでも自分が歌うしかないと思って歌い始めたという。
ゲーム『プロジェクトセカイ カラフルステージ! feat. 初音ミク』に収録され、2022年1月26日にはセカイver.のフルサイズ2DMVが公式チャンネルで公開された。

## 収録
- 和田たけあき（くらげP）『わたしの未成年観測』
- 和田たけあき（くらげP）『TOP SECRET!!』
- drm『Hello World』
- TOUYU(灯油)『セカンドハート』
- 相宮零×柘榴『チュルリラ・チュルリラ・ダッダッダ!』
- ゲーム『プロジェクトセカイ カラフルステージ! feat. 初音ミク』